# Giuseppe Panico
Giuseppe Panico est un footballeur italien né le 10 mai 1997 à Ottaviano en Italie. Il évolue au poste d'attaquant.

## Biographie

### En équipe nationale
Avec les moins de 19 ans, il participe au championnat d'Europe des moins de 19 ans en 2016. Lors de cette compétition, il joue quatre matchs. L'Italie s'incline en finale contre l'équipe de France.
Il dispute ensuite avec les moins de 20 ans la Coupe du monde des moins de 20 ans en 2017. Il joue sept matchs lors de ce mondial. Il inscrit un but contre le Japon en phase de groupe, puis un but contre la France en huitièmes de finale. Il délivre ensuite une passe décisive contre la Zambie en quart de finale. L'Italie se classe troisième du mondial.

## Palmarès
- Finaliste du championnat d'Europe des moins de 19 ans 2016 avec l'équipe d'Italie des moins de 19 ans